# Ère Taishō

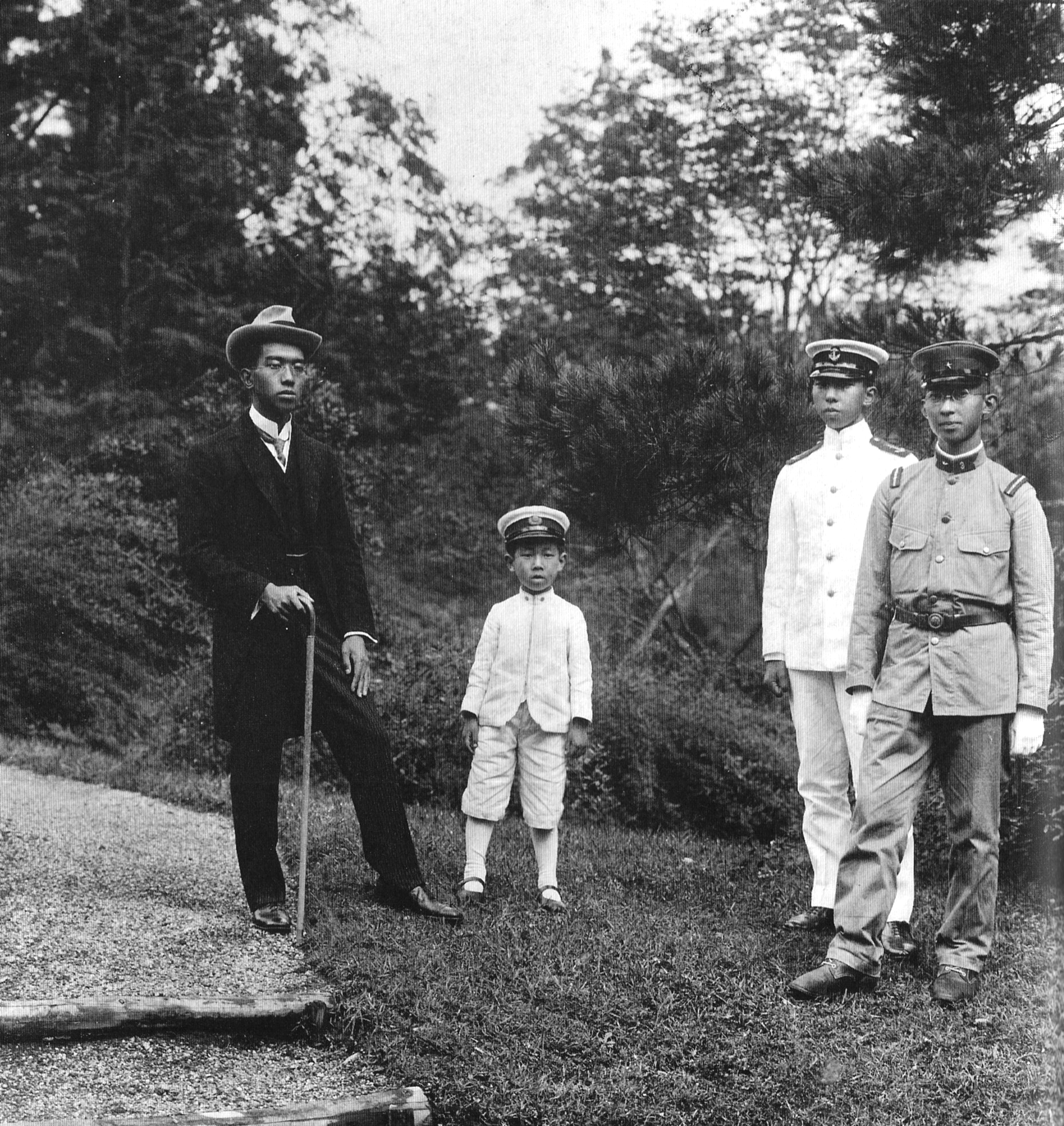
Les quatre fils de l'empereur Taisho en 1921 : Hirohito, Takahito, Nobuhito et Yasuhito

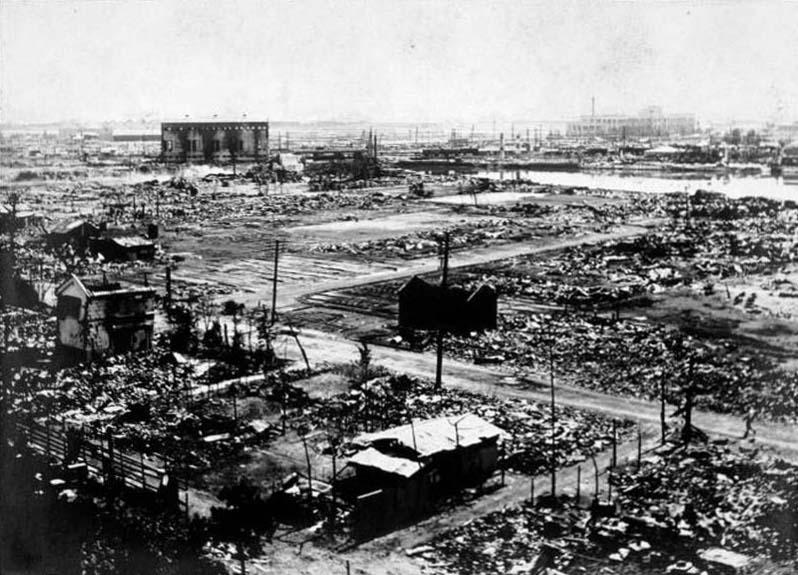
Séisme de 1923 de Kantō.

L'ère Taishō (大正時代, Taishō jidai, « période de grande justice ») est l'ère du Japon qui couvre la période allant du 30 juillet 1912 au 25 décembre 1926 qui correspond au règne de l'empereur Taishō. La santé déficiente de l'empereur a pour conséquence le déplacement du pouvoir politique du vieux groupe oligarchique composé de politiciens âgés (ou genrō) vers la Diète du Japon et les partis démocratiques. Cette époque est ainsi considérée comme la période du mouvement libéral connu sous le nom « démocratie Taishō » au Japon. Il est habituel de la distinguer de l'ère Meiji précédente et de la première partie militariste de l'ère Shōwa qui lui succède.

## Postérité de l'ère Meiji
Quand l'empereur Meiji meurt le 30 juillet 1912, le prince héritier Taishō Tennō devient le nouvel empereur du Japon et lui succède sur le trône, inaugurant ainsi l'ère Taishō. La fin de la période Meiji est marquée par d'énormes investissements publics nationaux et à l'étranger et des programmes de défense, des crédits presque épuisés et un manque de réserves en devises pour payer les dettes.
L'influence de la culture occidentale vécue durant l'ère Meiji continue à s'étendre. Kobayashi Kiyochika adopte les styles de peintures de l'Occident tout en continuant à peindre des ukiyo-e. Okakura Kakuzō maintient son intérêt pour la peinture japonaise traditionnelle tandis que Mori Ōgai et Natsume Sōseki étudient en Europe et introduisent au Japon une vision plus moderne de la vie.
Les événements découlant de la restauration de Meiji en 1868 ont non seulement permis la réalisation de nombreux objectifs politiques et économiques tant au niveau national qu'à l'étranger — sans que le Japon subisse le sort colonial d'autres nations asiatiques — mais aussi suscité un nouveau ferment intellectuel, à une époque où dans le monde entier l'intérêt pour le socialisme s'accroît et où se développe le prolétariat urbain. Le suffrage universel masculin, la notion d'État providence, les droits des travailleurs et les protestations non violentes sont des idéaux des premiers mouvements de gauche. Cependant, la suppression par le gouvernement des activités de gauche entraîne une radicalisation des actions des mouvements de gauche et la répression qui s'ensuit aboutit à la dissolution du parti socialiste japonais (日本社会党 Nihon Shakaitō) un an seulement après sa fondation en 1906, marquant ainsi l'échec général du mouvement socialiste.
Le début de l'ère Taishō est marqué par la crise politique Taishō de 1912–13 qui interrompt la politique antérieure de compromis. Lorsque Saionji Kinmochi essaye de réduire le budget militaire, le ministre de l'armée démissionne, faisant chuter le cabinet Rikken Seiyūkai. Yamagata Aritomo et Saionji refusent de reprendre leurs fonctions et le genrō est incapable de trouver une solution. L'indignation publique contre la manipulation militaire du Cabinet et le rappel de Katsura Tarō pour un troisième mandat entraînent des exigences encore plus fortes pour la fin de la politique Genro. Malgré l'opposition de la vieille garde, les forces conservatrices forment leur propre parti en 1913, le Rikken Dōshikai qui remporte la majorité à la Chambre face au Seiyūkai à la fin 1914.
Le 12 février 1913, Yamamoto Gonnohyōe succède à Katsura comme Premier ministre du Japon. En avril 1914, Ōkuma Shigenobu remplace Yamamoto.

## Première Guerre mondiale et hégémonie en Chine
Profitant de ce que l'empire allemand est tout à la Première Guerre mondiale et souhaitant étendre sa sphère d'influence en Chine, le Japon déclare la guerre à l'Allemagne le 23 août 1914 et occupe rapidement les territoires sous contrôle allemand dans la région du Shandong en Chine ainsi que les îles Mariannes, Carolines et Marshall dans l'océan Pacifique. Le 7 novembre 1914, Jiaozhou se rend au Japon.
Tandis que ses alliés occidentaux sont particulièrement impliqués dans la guerre en Europe, le Japon cherche à consolider plus encore sa position en Chine et présente ses vingt et une demandes (対華二十一ヶ条要求, chinois : 二十一条) à la Chine en janvier 1915. Outre l'expansion de son contrôle sur les possessions allemandes, Mandchourie et Mongolie-Intérieure, le Japon demande également la propriété conjointe d'un important complexe minier et métallurgique dans le centre de la Chine, l'interdiction à la Chine de la cession ou de la location d'une quelconque zone côtière à une tierce puissance, et divers autres contrôles politiques, économiques et militaires, qui, s'ils sont mis en place, réduisent la Chine à un protectorat japonais. La longueur des négociations avec le gouvernement chinois, un profond sentiment antijaponais en Chine et la condamnation internationale contraignent le Japon à retirer le dernier groupe d'exigences et les traités sont signés en mai 1915.
L'hégémonie du Japon dans le nord de la Chine et d'autres parties de l'Asie est facilitée par d'autres accords internationaux. L'un avec la Russie en 1916 permet de sécuriser davantage l'influence du Japon en Mandchourie et en Mongolie intérieure, et des accords avec la France, le Royaume-Uni et les États-Unis en 1917 reconnaissent les gains territoriaux du Japon en Chine et dans le Pacifique. Les prêts Nishihara (du nom de Nishihara Kamezo, le représentant de Tokyo à Beijing de 1917 à 1918), tout en aidant le gouvernement chinois, endettent encore plus profondément la Chine envers le Japon. Vers la fin de la guerre, le Japon reçoit de plus en plus de commandes de matériel nécessaire à la guerre de ses alliés européens, contribuant ainsi à diversifier l'industrie du pays, à augmenter ses exportations et à faire passer pour la première fois le Japon du statut de nation débitrice à celui de nation créancière.
La puissance du Japon en Asie croît avec la chute du régime tsariste en Russie et les désordres liés à la Révolution d'Octobre de 1917 en Sibérie. Voulant profiter de l'occasion, l'armée japonaise prévoit d'occuper la Sibérie à l'ouest jusqu'au lac Baïkal. Pour ce faire, le Japon doit négocier un accord avec la Chine pour permettre le transit des troupes japonaises à travers le territoire chinois. Bien que le niveau des forces ait été revu à la baisse pour ne pas indisposer les États-Unis, plus de 70 000 troupes japonaises se joignent aux unités beaucoup plus petites de la Force expéditionnaire alliée envoyée en Sibérie en 1918.
La Première Guerre mondiale permet au Japon, qui a combattu du côté des alliés de la Première Guerre mondiale, d'étendre son influence en Asie et ses possessions territoriales dans le Pacifique. Agissant presque indépendamment du gouvernement civil, la marine impériale japonaise se saisit des colonies allemandes de Micronésie.
Le 9 octobre 1916, Terauchi Masatake succède à Ōkuma Shigenobu au poste de premier ministre. Le 2 novembre 1917, l'accord Lansing-Ishii prend acte de la reconnaissance des intérêts du Japon en Chine et s'engage à maintenir une « politique de la porte ouverte » (門戸開放政策). En juillet 1918 est lancée l'intervention en Sibérie qui voit le déploiement de 75 000 troupes japonaises. En août 1918, des émeutes du riz éclatent dans des villes et agglomérations de tout le Japon.

## Le Japon après la Première Guerre mondiale: la démocratie Taishō

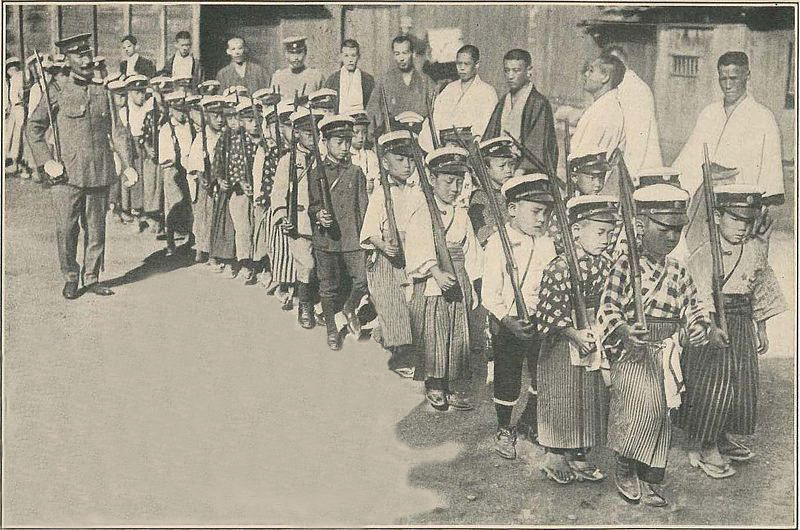
Jeunes scouts japonais à l'entraînement avec des fusils.

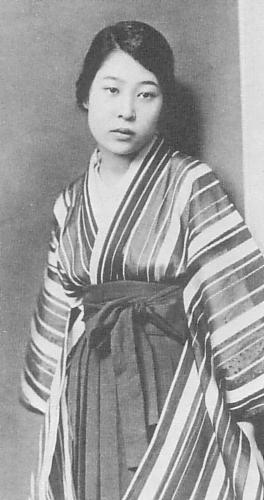
Écolière japonaise de l'ère Taishō.

L'après-guerre apporte une prospérité sans précédent au Japon qui se rend à la conférence de paix à Versailles en 1919 comme l'une des grandes puissances militaires et industrielles du monde et y reçoit une reconnaissance officielle comme l'un des « Cinq Grands » du nouvel ordre international. Tokyo obtient un siège permanent au Conseil de la Société des Nations et le traité de paix confirme le transfert au Japon des droits de l'Allemagne dans Shandong, disposition qui conduit à des émeutes anti japonaises et à un mouvement politique de masse dans toute la Chine. De même, les îles du Pacifique, anciennes possessions de l'Allemagne, sont placées sous mandat japonais. Le Japon est également impliqué dans l'intervention d'après-guerre des Alliés en Russie et est la dernière puissance alliée à se retirer (en 1925). Malgré son rôle secondaire dans la Première Guerre mondiale (et le rejet des puissances occidentales de sa demande d'une clause d'égalité raciale dans le traité de paix), le Japon émerge comme un acteur majeur de la politique internationale à la fin de la guerre.
Le système à deux partis politiques qui se développe au Japon depuis le début du siècle arrive enfin à maturité après la Première Guerre mondiale, faisant naître le surnom de « démocratie Taisho » pour désigner cette période.
En 1918, Hara Takashi, un protégé de Saionji et une influence majeure dans les cabinets  Seiyūkai d'avant-guerre, devient le premier roturier à servir comme premier ministre. Il profite des relations de longue date qu'il entretient au sein du gouvernement, obtient le soutien de ce qui reste du genrō et de la Chambre des pairs, et fait entrer dans son cabinet comme ministre des Armées, Tanaka Giichi qui a eu une meilleure appréciation des relations civiles-militaires que ses prédécesseurs. Néanmoins, Hara est aux prises avec des problèmes majeurs : l'inflation, la nécessité d'adapter l'économie japonaise aux circonstances d'après-guerre, l'afflux d'idées étrangères et un mouvement ouvrier naissant. Le cabinet applique des solutions d'avant-guerre à ces problèmes d'après-guerre et peu est fait pour réformer le gouvernement. Hara s'applique à assurer une majorité Seiyūkai par des méthodes éprouvées par le temps, telles que de nouvelles lois électorales et le redécoupage électoral et engage d'importants travaux publics financés par le gouvernement.
La déception de l'opinion publique augmente face à la dette nationale croissante et aux nouvelles lois électorales qui conservent les niveaux minimum de taxation requis pour l'obtention du droit de vote. Un mouvement se fait jour en faveur du suffrage universel et du démantèlement de l'ancien réseau des partis politiques. Les étudiants, les professeurs d'université et des journalistes, soutenus par les syndicats et inspirés par diverses écoles de pensée occidentales démocratique, socialistes, communistes, anarchistes et autres organisent en 1919 et 1920 de grandes manifestations publiques pacifiques en faveur du suffrage universel masculin. De nouvelles élections apportent une fois encore - mais de peu - une majorité Seiyūkai. Le milieu politique de l'époque connaît une prolifération de nouveaux partis, y compris les partis socialistes et communistes.
Au milieu de cette effervescence politique, Hara est assassiné en 1921 par un travailleur de chemin de fer désabusé. Une série de premiers ministres sans-parti et de cabinets de coalition succède à Hara. La peur d'un électorat plus large, d'un gouvernement de gauche et le changement social croissant engendré par l'afflux de la culture populaire occidentale conduit ainsi à l'adoption en 1925 des lois de préservation de la paix  qui interdisent tout changement dans la structure politique ou l'abolition de la propriété privée.
Les coalitions instables et les divisions au sein de la Diète amènent le Kenseikai (憲政会, « Association pour un gouvernement constitutionnel ») et le Seiyū Hontō (政友本党, « Vrai Seiyūkai ») à fusionner dans le Rikken Minseitō (立憲民政党, « Parti constitutionnel démocratique ») en 1927. Le programme du Rikken Minseitō est en faveur du système parlementaire, d'une politique démocratique et de la paix mondiale. Par la suite, et jusqu'en 1932, le Seiyūkai et le Rikken Minseitō alternent au pouvoir.
Malgré les ajustements politiques et l'espoir d'un gouvernement plus ordonné, les crises économiques internes affectent le parti au pouvoir quel qu'il soit. Les programmes d'austérité budgétaire et les appels pour le soutien du public à ces politiques gouvernementales conservatrices - tels que les lois de préservation de la paix, y compris les rappels à l'obligation morale de faire des sacrifices pour l'empereur et l'État - sont tentés comme solutions pour résoudre la crise. Bien que la dépression mondiale des années 1920 et début des années 1930 a des effets minimes sur le Japon — en fait, les exportations japonaises augmentent considérablement pendant cette période — il existe un sentiment de mécontentement croissant qui atteint son maximum avec l'attaque contre le premier ministre Rikken Minseitō Osachi Hamaguchi en 1930. Bien qu'Hamaguchi survive à l'attaque et reste en fonction malgré la gravité de ses blessures, il est contraint à la démission l'année suivante et meurt peu de temps après.

## Le communisme et la réaction
La victoire des bolcheviks en Russie en 1917 et leurs espoirs d'une révolution mondiale aboutissent à la création du Komintern. celui-ci réalise l'importance du Japon dans la réalisation d'une révolution réussie en Asie de l'Est et travaille activement à former le Parti communiste japonais qui est fondé en juillet 1922. Les objectifs annoncés du Parti en 1923 sont la fin du féodalisme, l'abolition de la monarchie, la reconnaissance de l'Union soviétique et le retrait des troupes japonaises de Sibérie, de Sakhaline, de la Chine, de la Corée et de Taïwan. Une répression brutale du Parti s'ensuit. Des radicaux y répondent par une tentative d'assassinat du prince régent Hirohito. La loi de préservation de la paix de 1925 est une réponse directe aux « pensées dangereuses » répandues par les éléments communistes au Japon.
La libéralisation des lois sur les élections avec la « loi générale sur les élections » de 1925, favorise les candidats communistes, même si le Parti communiste japonais lui-même est interdit. Une nouvelle « loi sur la préservation de la Paix » en 1928, entrave cependant davantage encore les efforts communistes en interdisant les partis qu'ils ont infiltrés. L'appareil policier d'alors est omniprésent et très actif pour contrôler le mouvement socialiste. En 1926, le Parti communiste japonais est contraint à la clandestinité, à l'été 1929 sa direction est pratiquement détruite et en 1933 le Parti a pratiquement disparu.
Le pan asiatisme caractéristique des politiques de droite et le militarisme conservateur depuis le début de la restauration Meiji, contribuent grandement à la politique pro-guerre des années 1870. D'anciens samouraïs déçus fondent des sociétés patriotiques et des organisations de collecte de renseignements telles que le Gen'yōsha (玄洋社 « Société de l'Océan noir », créé en 1881) et sa ramification ultérieure, le Kokuryūkai (黒竜会, « Société du Dragon noir » ou « Société du fleuve Amour », fondé en 1901). Ces groupes deviennent actifs en politique intérieure et étrangère, contribuent à fomenter des sentiments belliqueux et soutiennent les causes ultra-nationalistes jusqu'à la fin de la Seconde Guerre mondiale. Après les victoires du Japon sur la Chine et la Russie, les ultranationalistes se concentrent sur les questions intérieures et les éventuels risques domestiques tels que le socialisme et le communisme.

## Politique étrangère de l'ère Taishō
Le nationalisme chinois naissant, la victoire des communistes en Russie et la présence croissante des États-Unis en Asie de l'Est, tous ces éléments œuvrent contre les intérêts de politique étrangère du Japon de l'après-guerre. L'intervention en Sibérie pendant quatre ans et les activités en Chine, combinées à de grands programmes de dépenses internes, épuisent les gains de temps de guerre du Japon. Ce n'est que par des pratiques commerciales plus compétitives, soutenues par le développement économique et la modernisation industrielle, tous mis en œuvre par la croissance des zaibatsu, que le Japon peut espérer devenir dominant en Asie. Les États-Unis, longtemps source de nombreux produits importés et de prêts nécessaires au développement, sont considérés comme un obstacle majeur à cet objectif en raison de leur politique de contention de l'impérialisme japonais.
La Conférence de Washington de 1921-22 constitue un tournant dans la diplomatie internationale militaire car elle aboutit à une série d'accords qui entraînent un nouvel ordre dans la région du Pacifique. Les problèmes économiques du Japon rendent l'accroissement de sa force navale presque impossible et, conscient de la nécessité de rivaliser avec les États-Unis sur le plan économique plutôt que sur une base militaire, le rapprochement devient inévitable. Le Japon adopte une attitude plus neutre à l'égard de la guerre civile en Chine, diminue ses efforts pour étendre son hégémonie en Chine proprement dite et rejoint les États-Unis, la Grande-Bretagne et la France en encourageant le développement indépendant de la Chine.
Dans le traité des quatre puissances sur les possessions insulaires signé le 13 décembre 1921, le Japon, les États-Unis, la Grande-Bretagne et la France conviennent de reconnaître le statu quo dans le Pacifique tandis que le Japon et la Grande-Bretagne conviennent de mettre formellement fin à leur traité d'alliance. Le traité de désarmement des cinq puissances navales signé le 6 février 1922 établit un ratio international de navire pour les États-Unis, la Grande-Bretagne, le Japon, la France et l'Italie (5, 5, 3, 1,75, et 1,75, respectivement) et limite la taille et l'armement des bâtiments de ligne déjà construits ou en construction. Par une démarche qui donne à la Marine impériale japonaise une plus grande liberté dans le Pacifique, Washington et Londres conviennent de ne pas construire de nouvelles bases militaires entre Singapour et Hawaï.
L'objectif du traité des neuf puissances également signé le 6 février 1922 par la Belgique, la Chine, les Pays-Bas et le Portugal, ainsi que les cinq puissances d'origine, est la prévention de la guerre dans le Pacifique. Les signataires conviennent de respecter l'indépendance et l'intégrité de la Chine, de ne pas s'ingérer dans les tentatives chinoises pour établir un gouvernement stable, de s'abstenir de demander des privilèges spéciaux en Chine ou d'y menacer les positions des autres nations, de soutenir une politique d'égalité des chances pour le commerce et l'industrie de toutes les nations en Chine et de réexaminer l'extraterritorialité et les politiques d'autonomie tarifaires. Le Japon accepte également de retirer ses troupes de Shandong, de renoncer à tous ses droits en Chine sauf ceux d'ordre purement économique et à évacuer ses troupes de Sibérie.

## Fin de la démocratie
Dans l'ensemble, le Japon évolue au cours des années 1920 vers un système démocratique de gouvernement. Le régime parlementaire n'est cependant pas suffisamment enraciné pour résister aux pressions économiques et politiques des années 1930 au cours desquelles les chefs militaires deviennent de plus en plus influents. Ces changements de pouvoir sont rendus possibles par l'ambiguïté et l'imprécision de la Constitution de Meiji, en particulier en ce qui concerne la position de l'empereur par rapport à la Constitution.

## Chronologie
- 1912 : l'empereur Taishō accède au trône (30 juillet). Le général Katsura Tarō est nommé premier ministre pour un troisième mandat (21 décembre).
- 1913 : Katsura est contraint à la démission et l'amiral Yamamoto Gonnohyōe est nommé premier ministre (20 février).
- 1914 : Ōkuma Shigenobu est nommé premier ministre pour un second mandat (16 avril). Le Japon déclare la guerre à l'Allemagne, se joignant ainsi au camp des Alliés de la Première Guerre mondiale (23 août).
- 1915 : le Japon fait parvenir ses vingt et une demandes à la Chine (18 janvier).
- 1916 : Terauchi Masatake est nommé premier ministre (9 octobre).
- 1917 : l'accord Lansing–Ishii entre en vigueur (2 novembre).
- 1918 : lancement de l'expédition en Sibérie (juillet). Hara Takashi est nommé premier ministre (29 septembre).
- 1919 : le soulèvement du 1er mars commence contre la domination coloniale du Japon en Corée (1er mars).
- 1920 : le Japon participe à la création de la Société des Nations.
- 1921 : Hara est assassiné et Takahashi Korekiyo est nommé premier ministre (4 novembre). Hirohito devient régent sesshō (29 novembre). Le traité des quatre puissances est signé (13 décembre).
- 1922 : le traité de limitation des armements des cinq puissances est signé (6 février). L'amiral Katō Tomosaburō est nommé premier ministre (12 juin). Le Japon retire ses troupes de Sibérie (28 août).
- 1923 : le séisme de 1923 de Kantō dévaste Tokyo (1er septembre). Yamamoto est nommé premier ministre pour un deuxième mandat (2 septembre).
- 1924 : Kiyoura Keigo est nomme premier ministre (7 janvier). Le prince Hirohito (futur empereur Shōwa) épouse Kuni no miya Nagako Nyoō (future impératrice Kōjun) (26 janvier). Katō Takaaki est nommé premier ministre (11 juin).
- 1925 : la loi sur les élections législatives est votée, tous les hommes de plus de vingt-cinq ans obtiennent le droit de vote (5 mai). Par ailleurs, les lois de Préservation de la Paix sont votées. Naissance de la princesse Shigeko, fille ainée de Hirohito, (9 décembre).
- 1926 : mort de l'empereur Taishō, Hirohito devient empereur (25 décembre).

| Taishō    | 1re  | 2e   | 3e   | 4e   | 5e   | 6e   | 7e   | 8e   | 9e   | 10e  | 11e  | 12e  | 13e  | 14e  | 15e  |
| Grégorien | 1912 | 1913 | 1914 | 1915 | 1916 | 1917 | 1918 | 1919 | 1920 | 1921 | 1922 | 1923 | 1924 | 1925 | 1926 |

## Équivalence de calendriers
Par coïncidence, la numérotation des années Taishō  se trouve être la même que le calendrier Juche de Corée du Nord et le calendrier Minguo de la  république de Chine (Taïwan).